# De Rentmeester
De Rentmeester (Fries: De Rintmaster) is een poldermolen nabij het Friese dorp Menaldum.

## Beschrijving
De Rentmeester werd in 1833 gebouwd voor de bemaling van de voormalige Noorderpolder bij Dronrijp. Nadat de molen daar als gevolg van de komst van een dieselmotor zijn functie had verloren, raakte hij in vervallen toestand. In 1981/1982 werd hij overgebracht naar zijn huidige locatie, ruim een halve kilometer ten zuidoosten van Menaldum nabij de Menaldumervaart, waar tot 1969 de door brand verwoeste Kooimolen stond. Daar werd De Rentmeester gerestaureerd en opnieuw maalvaardig gemaakt. Sindsdien bemaalt de molen op vrijwillige basis de Zuidoosterpolder. In 1995 werd hij voor het laatst gerestaureerd. Het uiteinde van de wipstok van de molen is versierd met een eenhoorn. De Rentmeester, die eigendom is van de Stichting Molens in Menaldumadeel, kan op afspraak worden bezichtigd.